# Prionomys batesi
Prionomys batesi é uma espécie de roedor da família Nesomyidae.
Pode ser encontrada nos Camarões, República Centro-africana e no Congo.